# Юматовы
Юматовы — древний русский дворянский род.
Восходит к концу XVI века. Родоначальник — жилец Степан Феодосиевич Юматов.
Род записан в VI часть родословной книги: Оренбургской и Пензенской губерний.
Есть ещё несколько дворянских родов Юматовых, более позднего происхождения.
Наталья Юматова владела вотчиной деда Степана Нехорошего Юматова: деревня Подлесное с частью деревни Мартыново в Чухломской и Окологородной волости Галичского уезда (1634). Андрей Иванович Юматов продаёт (1635) свою вотчину сельцо Гладково в Берёзопольском стане и часть села Бесермяново в Закудемском стане Нижегородского уезда.

## Описание герба
В золотом с дамасским узором щите зелёный столб, на нём вертикально золотой сноп, перевязанный червлёной лентой. Под ним серебряный полумесяц вверх.
Над щитом древнеславянский серебряный шлем в профиль. На шлеме корона. Нашлемник: правая рука в серебряных латах держит серебряный с золотой рукояткой меч. Намёт: зелёный с золотом. Щитодержатели: два золотых льва с червлёными глазами и языками. Герб рода Юматовых внесён в Часть 17 Общего гербовника дворянских родов Всероссийской империи, стр. 16.

## Известные представители
- Юматов Матвей Григорьевич — муромский городовой дворянин (1627).
- Юматов Роман Иванович — муромский городовой дворянин (1627—1629).
- Юматов Илья Иванович — муромский городовой дворянин (1629).
- Юматов Дмитрий Романович — московский дворянин (1692)[2].